# اکستاتیک پیس
اکستاتیک پیس (انگلیسی: Ecstatic Peace!) شرکت نشر موسیقی آمریکایی است، که در سال ۱۹۸۱ توسط ترستن مور تأسیس شد.